# Endiandra baillonii
Endiandra baillonii là loài thực vật có hoa trong họ Nguyệt quế. Loài này được (Pancher & Sebert) Guillaumin miêu tả khoa học đầu tiên năm 1924 publ. 1925.